# Assendrup
Assendrup er en gammel gård, som nævnes første gang i 1407. Gården ligger i Aversi Sogn i Næstved Kommune. Hovedbygningen er opført i 1878 og genopført i 1919-1920 efter en brand i 1919.
Assendrup Gods er på 240 hektar.

## Ejere af Assendrup
- (1407-1437) Niels Andersen Hak
- (1437-1450) Anders Nielsen Hak
- (1450) Karen Andersdatter Hak gift Krummedige
- (1450-1476) Hartvig Krummedige
- (1476-1530) Henrik Hartvigsen Krummedige
- (1530) Sophie Henriksdatter Krummedige gift Bille
- (1530-1565) Esge Bille
- (1565) Hilleborg Esgesdatter Bille gift Krafse
- (1565-1599) Eiler Krafse
- (1599-1602) Hilleborg Esgedatter Bille gift Krafse
- (1602-1627) Esge Bille Krafse
- (1627-1652) Christoffer Gøye
- (1652-1657) Karen Lange gift Gøye
- (1657-1664) Axel Juel
- (1664-1675) Hans Wandel
- (1675-1679) Slægten Wandel
- (1679) Niels Eskildsen Lerche
- (1679-1680) Phillip Fleischer
- (1680-1681) Marie Magrethe Kieser gift Fleischer
- (1681-1699) Adam Levin von Knuth
- (1699-1703) Christian Gyldenløve
- (1703-1754) Dorothea Krag gift (1) Juel (2) Gyldenløve (3) von Ahlefeldt
- (1754-1778) Frederik Christian Danneskiold-Samsøe
- (1778-1823) Christian Conrad Sophus Danneskiold-Samsøe
- (1823-1830) Johanne Henriette Valentine Kaas gift (1) Holsten (2) Danneskiold-Samsøe
- (1830-1869) Frederik Christian Danneskiold-Samsøe
- (1869-1886) Christian Conrad Sophus Danneskiold-Samsøe
- (1886-1909) Frederik Christian Danneskiold-Samsøe
- (1909) Aage Danneskiold-Samsøe
- (1909-1913) L. F. M. Thye
- (1913-1935) Christian H. Lemvigh
- (1935-1939) Slægten Lemvigh
- (1939-1963) Enke Fru Betty Petersen-Hinrichsen
- (1963-1965) Slægten Petersen-Hinrichsen
- (1965-2000) Grut-Hansen Legatstiftelse
- (2000-2007) Grut-Hansen Legatstiftelse / Søren Ejlekær Nielsen
- (2007-) Grut-Hansen Legatstiftelse